# Mahmoud Riad
Mahmoud Riad (em grafia arábica: محمود رياض), (1917-1992) foi um diplomata egípcio. Foi o embaixador do Egito junto à Organização das Nações Unidas no período que compreende os anos de 1962 até 1964. Também foi ministro das Relações Exteriores do Egito de 1964 até 1972 e secretário-geral da Liga Árabe de 1972 até 1979.